# De Salvert
De Salvert war eine französische Automarke.

## Unternehmensgeschichte
Das Unternehmen Perrier et Cie aus Paris begann 1904 mit der Produktion von Automobilen, die als De Salvert vermarktet wurden. 1906 endete die Produktion.

## Fahrzeuge
Das einzige Modell 24/30 CV war mit einem Vierzylindermotor, Kardanantrieb und einer geräumigen, geschlossener Karosserie ausgestattet.